# Seenotrettungsdienst der DDR

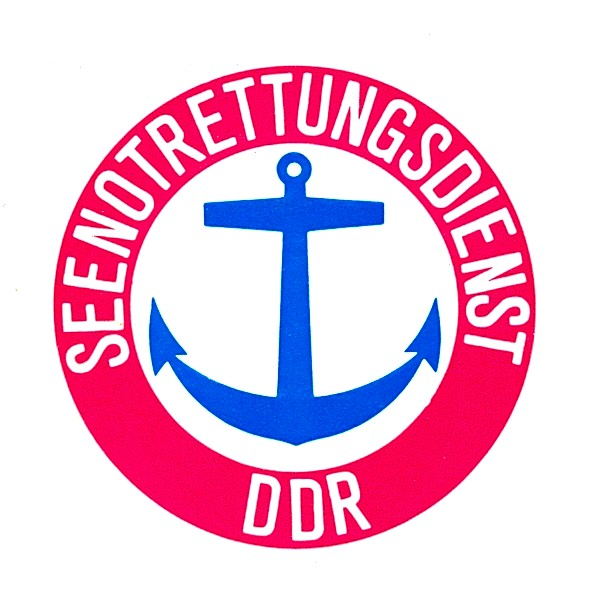

Der Seenotrettungsdienst der DDR war für die Seenotrettung auf der Ostsee entlang der Küste der DDR zuständig.

## Geschichte
Die Seenotrettung entlang der Ostseeküste der DDR wurde von verschiedenen staatlichen Dienststellen durchgeführt. In vielen Fällen wurden die früheren Stationen der Deutschen Gesellschaft zur Rettung Schiffbrüchiger weitergeführt. Rettungsstationen gab es in Timmendorf/Poel, Kühlungsborn, Warnemünde, Wustrow, Darßer Ort, Prerow, Zingst, Barhöft, Vitte (Hiddensee), Saßnitz, auf der Greifswalder Oie, der Insel Ruden sowie in Zinnowitz. 
Von 1953 bis 1960 übernahm das Wasserstraßenamt Stralsund im Auftrag des Deutschen Roten Kreuzes der DDR diesen Dienst. Zwischen 1960 und 1963 leitete die Hafenbehörde beim Rat des Bezirkes Rostock diese Tätigkeiten. Ab 1964 war schließlich das Seefahrtsamt der DDR dafür zuständig, diese übergab die Aufgabe am 3. Oktober 1990 an die Deutsche Gesellschaft zur Rettung Schiffbrüchiger (DGzRS).

## Flotte
Bis in die Mitte der 1950er Jahre wurden Ruderrettungsboote eingesetzt. 1953 wurden vier Seenotrettungsboote gebaut, diese waren 18 Meter lang, etwa 5 Meter breit und bis zu 10 Knoten schnell. In den folgenden Jahren wurden weitere Seenotrettungsboote in Betrieb genommen. 1974 und 1975 wurden zwei von der Danziger Wisła-Werft gebaute Seenotrettungskreuzer vom Typ R-17 mit fast 21 Metern Länge angeschafft. Außerdem waren auch bis 1981 offene Motorrettungsboote im Einsatz. Zudem wurden drei in der Sowjetunion gebaute Amphibienfahrzeuge etwa von 1970 bis 1980 sowie Schlauchboote zur Seenotrettung genutzt. 1990 kamen erstmals Festrumpfschlauchboote zum Einsatz.
- 18-Meter-Seenotrettungsboote:
  - Arkona – Baujahr 1953
  - Darsser Ort – Baujahr 1953
  - Poel – Baujahr 1953
  - Stoltera – Baujahr 1953
- Ruden – Baujahr 1957
- Otto Teetz (Kunststoffboot) –  Baujahr ca. 1960
- Wustrow (Boddenboot) – Baujahr 1961
- Prerow – Baujahr 1962
- Darsser Ort – Baujahr 1964
- Typ R-17:
  - Arkona – Baujahr 1974
  - Stoltera – Baujahr 1975